# 풍월주 (뮤지컬)
뮤지컬 《풍월주》는 2011년 CJ문화재단 신인 공연 창작자 지원 프로그램인 CJ 크리에이티브 마인즈에 선정되며 개발된 창작뮤지컬로 ‘신라시대 남자기생 풍월’이라는 참신하고 독특한 소재, ‘여왕의 사랑을 독차지할 정도로 매력적인 풍월인 ‘열’과 그의 곁에서 항상 함께하는 운명 이상의 친구 ‘사담’, 그리고 열의 마음까지 얻고 싶어했던 ‘진성여왕’ 등의 얽히고 설킨 애절한 사랑 이야기를 담고 있다. 2012년 초연이래 꾸준히 리바이벌 상연되고 있다.

## 작품 공개
뮤지컬 《풍월주》는 2011년 CJ문화재단 신인 공연 창작자 지원 프로그램인 CJ 크리에이티브 마인즈에 선정되어 리딩 공연을 통해 작품 일부가 공개된 대학로 대표 창작콘텐츠이다. 작품 전막에 대한 초연은 2012년 컬처스페이스 엔유에서 진행되었고, 이어 2013년 6월, 일본 아뮤즈뮤지컬씨어터에서 공연되었다. 이후 2013년 동숭아트센터 동숭홀, 2015년 컬처스페이스 엔유, 2018년 유니플렉스1관에서 공연을 거듭 이어나가고 있다.

## 출연진
- 열
- 사담
- 진성여왕
- 운장
- 궁곰
- 진부인
- 여부인

## 창작진
- 대본: 정민아
- 작사: 정민아
- 작곡: 박기헌
- 연출: 구소영

## 역대 공연 일람
작품 완성 후 2012년 컬처스페이스 엔유, 2013년 동숭아트센터 동숭홀, 2015년 컬처스페이스 엔유, 2018년 유니플렉스1관에서 공연이 이뤄졌다.
| 년도      | 공연장 (공연기간)                                                                                            |
| 년도      | 출연 |
| --------- | --- |
| 2012 초연 | 2012.05.04 ~ 2012.08.02 (컬처스페이스 엔유)                                                                  |
| 2012 초연 | 이율, 성두섭, 김재범, 신성민, 구원영, 최유하, 김대종, 원종환, 임진아, 신미연                                 |
| 2013 재연 | 2013.11.09 ~ 2014.02.16 (동숭아트센터 동숭홀)                                                                |
| 2013 재연 | 정상윤, 조풍래, 배두훈, 신성민, 김지현, 전혜선, 임현수, 최연동, 김보현, 김지선, 이민아                       |
| 2015 삼연 | 2015.09.08 ~ 2015.11.22 (컬처스페이스 엔유)                                                                  |
| 2015 삼연 | 성두섭, 이율, 김대현, 김지휘, 윤나무, 김성철, 정연, 이지숙, 윤석원, 심재현, 송광일, 최유진                   |
| 2018 사연 | 2018/12/04 ~ 2019/02/17 (유니플렉스 1관)                                                                     |
| 2018 사연 | 성두섭, 이율, 임준혁, 박정원, 손유동, 김지현, 문진아, 원종환, 조순창, 신창주, 김연진, 김혜미                 |
| 2020 오연 | 2020.05.27 ~ 2020.08.02(대학로아트원씨어터 1관)                                                              |
| 2020 오연 | 이율, 이석준, 김현진, 백동현, 박준휘, 문진아, 전성민, 원종환, 조순창, 신창주, 송상훈, 박가람, 김혜미         |
| 2021 육연 | 2021.08.31 ~ 2021.11.07(플러스씨어터 (舊 컬처스페이스 엔유)                                                  |
| 2021 육연 | 진태화, 임진섭, 이석준, 황두현, 박준휘, 윤석호, 전성민, 임찬민, 김태한, 원종환, 신창주, 송상훈, 김연진, 김혜 |